# Tonček Štern

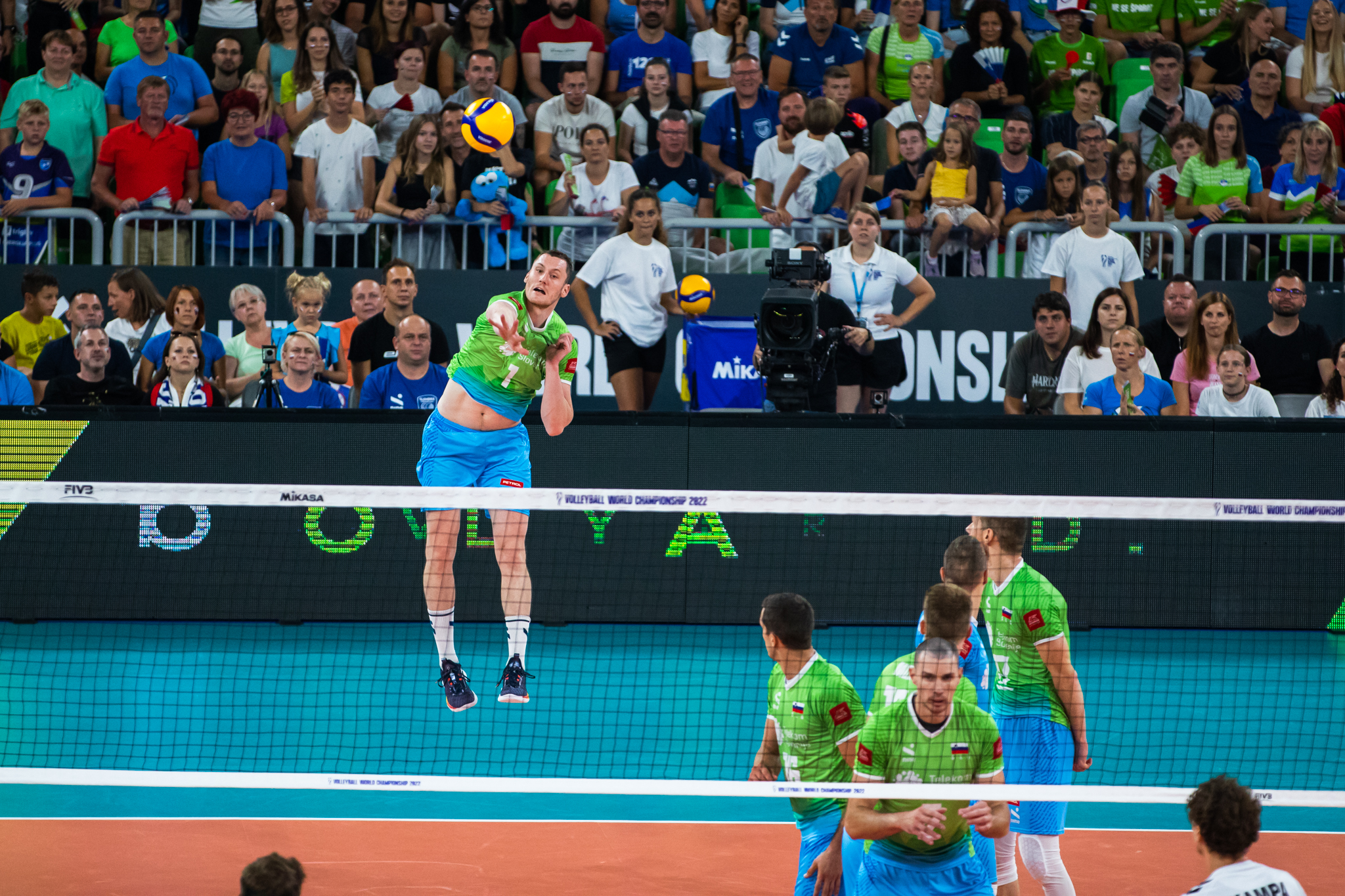
Tonček Štern podczas wykonywania zagrywki w 1/8 finału na Mistrzostwach Świata 2022 w meczu przeciwko reprezentacji Niemiec

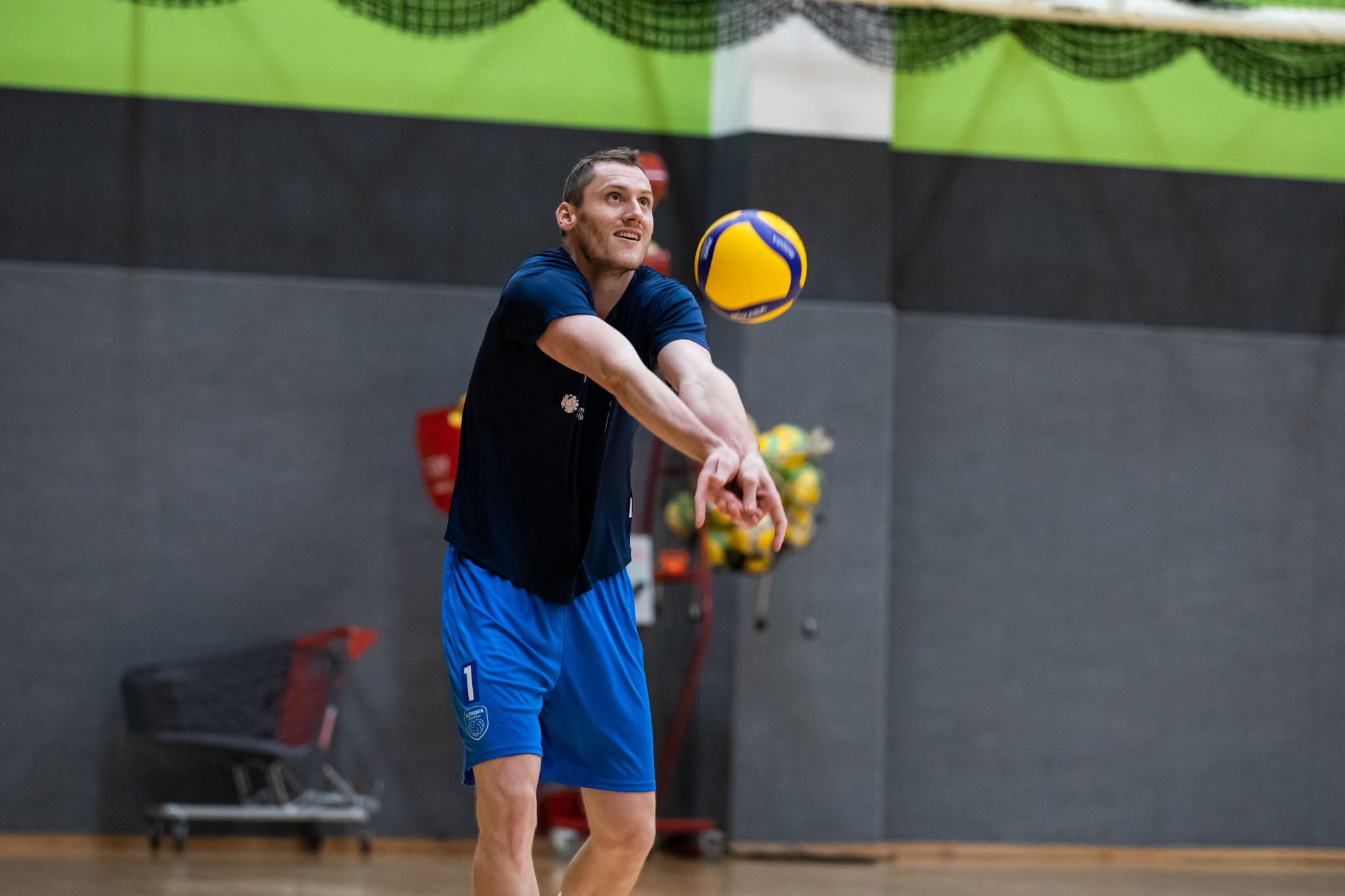
Tonček Štern podczas treningu w reprezentacji Słowenii w lipcu 2022 roku

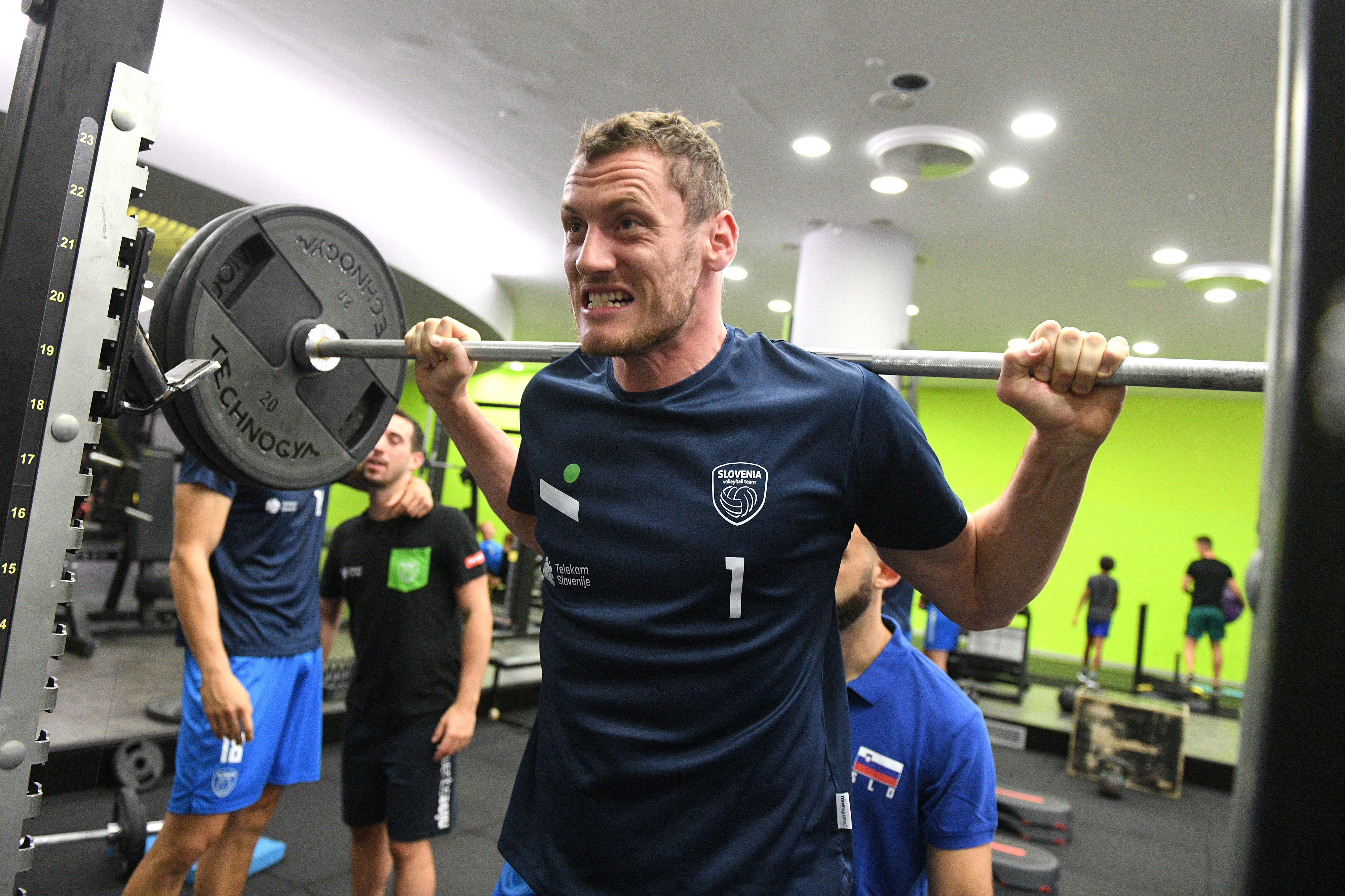
Tonček Štern na siłowni na zgrupowaniu reprezentacji Słowenii, 05.08.2022

Tonček Štern (ur. 14 listopada 1995 w Mariborze) – słoweński siatkarz, grający na pozycji atakującego, reprezentant Słowenii. 
Jego starszym bratem jest Žiga Štern, który również jest siatkarzem.
W lipcu 2021 roku urodził się mu syn Tonček junior a w czerwcu 2023 roku syn Jakob.

## Przebieg kariery
| Sezon             | W klubie                     | Klub                |
| ----------------- | ---------------------------- | ------------------- |
| 2013/2014         |                              | Calcit Kamnik       |
| 2014/2015         |                              | Calcit Kamnik       |
| 2015/2016         |                              | Calcit Kamnik       |
| 2016/2017         | Calzedonia Werona            |                     |
| 2017/2018         | Calzedonia Werona            |                     |
| 2018/2019         | Top Volley Latina            |                     |
| Pomiędzy sezonami | Pomiędzy sezonami            | Al Arabi Ad-Dauha   |
| 2019/2020         | do 30.01.2020                | BKS Visła Bydgoszcz |
| 2019/2020         | od 31.01.2020                | Halkbank Ankara     |
| 2020/2021         |                              | Kioene Padwa        |
| 2021/2022         | Gas Sales Bluenergy Piacenza |                     |
| 2022/2023         | Olympiakos Pireus            |                     |
| 2023/2024         | Olympiakos Pireus            |                     |
| 2024/2025         | Ziraat Bankkart Ankara       |                     |
| 2025/2026         | ACH Volley Lublana           |                     |

## Sukcesy klubowe
Liga słoweńska:
- 2015, 2016
- 2014

Puchar Słowenii:
- 2016

MEVZA - Liga Środkowoeuropejska:
- 2016[7]

Puchar Challenge:
- 2023[8]

Liga grecka:
- 2023[9], 2024[10]

Puchar Grecji:
- 2024[11]

Puchar CEV:
- 2025[12]

Liga turecka:
- 2025[13]

## Sukcesy reprezentacyjne
Mistrzostwa Europy:
- 2019, 2021

## Nagrody indywidualne
- 2014: Najlepszy atakujący Mistrzostw Europy Juniorów
- 2024: Najlepszy atakujący Memoriału Huberta Jerzego Wagnera